# Lola (nummer)
Lola is een nummer van de Britse rockband The Kinks. Het verscheen voor het eerst op het album Lola versus Powerman and the Moneygoround, Part One uit 1970.

## Geschiedenis
Volgens gitarist Dave Davies heeft hij de melodie geschreven en maakte hij het liedje samen met Ray Davies verder af. Hij wordt echter niet vermeld als componist, wat wel vaker is gebeurd bij nummers van The Kinks.
In Nederland bereikte het nummer in september 1970 de nummer 1-positie in zowel de Nederlandse Top 40 als de Hilversum 3 Top 30. Er verscheen in het najaar van 1980 een liveversie van het nummer, opgenomen in 1979 in Providence. In Nederland was deze versie op vrijdag 21 november 1980 Veronica Alarmschijf op Hilversum 3 en werd een gigantische hit. De plaat bereikte wederom in januari 1981 de nummer 1-positie in zowel de Nederlandse Top 40, de Nationale Hitparade als de TROS Top 50. In de Europese hitlijst op Hilversum 3, de TROS Europarade, werd de 10e positie bereikt.
In België bereikte de plaat eveneens de nummer 1-positie van de Vlaamse Ultratop 50 en de 2e positie in de Vlaamse Radio 2 Top 30.

## Versie van Madness
De Jamaicaanse zanger Kenneth Bruce bracht midden jaren 70 een reggaeversie uit. Deze werd op zijn beurt weer gecoverd door de ska-popband Madness (zelf ooit met de Kinks vergeleken vanwege de variété-invloeden) bij enkele concerten; de leadzang was van saxofonist Lee Thompson die het ook bij soloprojecten ging spelen. Een studioversie, gezongen door frontman Suggs, verscheen in 2005 op het coveralbum The Dangermen Sessions Vol. 1. Madness speelde het in Top of the Pops als alternatief voor de single Girl Why Don't You?.

## Hitnoteringen

### Studioversie

#### Nederlandse Top 40
| Hitnotering: 01-08-1970 t/m 21-11-1970 | Hitnotering: 01-08-1970 t/m 21-11-1970 | Hitnotering: 01-08-1970 t/m 21-11-1970 | Hitnotering: 01-08-1970 t/m 21-11-1970 | Hitnotering: 01-08-1970 t/m 21-11-1970 | Hitnotering: 01-08-1970 t/m 21-11-1970 | Hitnotering: 01-08-1970 t/m 21-11-1970 | Hitnotering: 01-08-1970 t/m 21-11-1970 | Hitnotering: 01-08-1970 t/m 21-11-1970 | Hitnotering: 01-08-1970 t/m 21-11-1970 | Hitnotering: 01-08-1970 t/m 21-11-1970 | Hitnotering: 01-08-1970 t/m 21-11-1970 | Hitnotering: 01-08-1970 t/m 21-11-1970 | Hitnotering: 01-08-1970 t/m 21-11-1970 | Hitnotering: 01-08-1970 t/m 21-11-1970 | Hitnotering: 01-08-1970 t/m 21-11-1970 | Hitnotering: 01-08-1970 t/m 21-11-1970 | Hitnotering: 01-08-1970 t/m 21-11-1970 | Hitnotering: 01-08-1970 t/m 21-11-1970 |
| Week                                   | 1                                      | 2                                      | 3                                      | 4                                      | 5                                      | 6                                      | 7                                      | 8                                      | 9                                      | 10                                     | 11                                     | 12                                     | 13                                     | 14                                     | 15                                     | 16                                     | 17                                     |                                        |
| -------------------------------------- | -------------------------------------- | -------------------------------------- | -------------------------------------- | -------------------------------------- | -------------------------------------- | -------------------------------------- | -------------------------------------- | -------------------------------------- | -------------------------------------- | -------------------------------------- | -------------------------------------- | -------------------------------------- | -------------------------------------- | -------------------------------------- | -------------------------------------- | -------------------------------------- | -------------------------------------- | -------------------------------------- |
| Positie                                | 36                                     | 24                                     | 17                                     | 12                                     | 7                                      | 4                                      | 2                                      | 2                                      | 1                                      | 1                                      | 1                                      | 3                                      | 4                                      | 7                                      | 13                                     | 23                                     | 37                                     | uit                                    |

#### Hilversum 3 Top 30
| Hitnotering: 08-08-1970 t/m 14-11-1970 | Hitnotering: 08-08-1970 t/m 14-11-1970 | Hitnotering: 08-08-1970 t/m 14-11-1970 | Hitnotering: 08-08-1970 t/m 14-11-1970 | Hitnotering: 08-08-1970 t/m 14-11-1970 | Hitnotering: 08-08-1970 t/m 14-11-1970 | Hitnotering: 08-08-1970 t/m 14-11-1970 | Hitnotering: 08-08-1970 t/m 14-11-1970 | Hitnotering: 08-08-1970 t/m 14-11-1970 | Hitnotering: 08-08-1970 t/m 14-11-1970 | Hitnotering: 08-08-1970 t/m 14-11-1970 | Hitnotering: 08-08-1970 t/m 14-11-1970 | Hitnotering: 08-08-1970 t/m 14-11-1970 | Hitnotering: 08-08-1970 t/m 14-11-1970 | Hitnotering: 08-08-1970 t/m 14-11-1970 | Hitnotering: 08-08-1970 t/m 14-11-1970 | Hitnotering: 08-08-1970 t/m 14-11-1970 |
| Week                                   | 1                                      | 2                                      | 3                                      | 4                                      | 5                                      | 6                                      | 7                                      | 8                                      | 9                                      | 10                                     | 11                                     | 12                                     | 13                                     | 14                                     | 15                                     |                                        |
| -------------------------------------- | -------------------------------------- | -------------------------------------- | -------------------------------------- | -------------------------------------- | -------------------------------------- | -------------------------------------- | -------------------------------------- | -------------------------------------- | -------------------------------------- | -------------------------------------- | -------------------------------------- | -------------------------------------- | -------------------------------------- | -------------------------------------- | -------------------------------------- | -------------------------------------- |
| Positie                                | 25                                     | 18                                     | 10                                     | 7                                      | 2                                      | 2                                      | 1                                      | 1                                      | 1                                      | 1                                      | 1                                      | 5                                      | 7                                      | 8                                      | 18                                     | uit                                    |

#### NPO Radio 2 Top 2000
| Nummer met noteringen in de NPO Radio 2 Top 2000 | '99 | '00 | '01 | '02 | '03 | '04 | '05 | '06 | '07 | '08 | '09 | '10 | '11 | '12 | '13 | '14 | '15 | '16 | '17 |
| ------------------------------------------------ | --- | --- | --- | --- | --- | --- | --- | --- | --- | --- | --- | --- | --- | --- | --- | --- | --- | --- | --- |
| Lola                                             | 130 | 85  | 156 | 205 | 181 | 188 | 265 | 227 | 361 | 222 | 242 | 245 | 276 | 424 | 346 | 375 | 569 | 688 | 637 |

1. ↑  Een vetgedrukt getal geeft de hoogste notering aan.
2. ↑  Deze tabel is bijgewerkt tot en met de laatste editie (2024).

### Liveversie

#### Nederlandse Top 40
| Hitnotering: 29-11-1980 t/m 28-02-1981 | Hitnotering: 29-11-1980 t/m 28-02-1981 | Hitnotering: 29-11-1980 t/m 28-02-1981 | Hitnotering: 29-11-1980 t/m 28-02-1981 | Hitnotering: 29-11-1980 t/m 28-02-1981 | Hitnotering: 29-11-1980 t/m 28-02-1981 | Hitnotering: 29-11-1980 t/m 28-02-1981 | Hitnotering: 29-11-1980 t/m 28-02-1981 | Hitnotering: 29-11-1980 t/m 28-02-1981 | Hitnotering: 29-11-1980 t/m 28-02-1981 | Hitnotering: 29-11-1980 t/m 28-02-1981 | Hitnotering: 29-11-1980 t/m 28-02-1981 | Hitnotering: 29-11-1980 t/m 28-02-1981 | Hitnotering: 29-11-1980 t/m 28-02-1981 | Hitnotering: 29-11-1980 t/m 28-02-1981 |
| Week                                   | 1                                      | 2                                      | 3                                      | 4                                      | 5                                      | 6                                      | 7                                      | 8                                      | 9                                      | 10                                     | 11                                     | 12                                     | 13                                     |                                        |
| -------------------------------------- | -------------------------------------- | -------------------------------------- | -------------------------------------- | -------------------------------------- | -------------------------------------- | -------------------------------------- | -------------------------------------- | -------------------------------------- | -------------------------------------- | -------------------------------------- | -------------------------------------- | -------------------------------------- | -------------------------------------- | -------------------------------------- |
| Positie                                | 28                                     | 16                                     | 9                                      | 3                                      | 2                                      | 1                                      | 1                                      | 1                                      | 1                                      | 2                                      | 6                                      | 12                                     | 30                                     | uit                                    |

#### Nationale Hitparade
| Hitnotering: 13-12-1980 t/m 14-03-1980 | Hitnotering: 13-12-1980 t/m 14-03-1980 | Hitnotering: 13-12-1980 t/m 14-03-1980 | Hitnotering: 13-12-1980 t/m 14-03-1980 | Hitnotering: 13-12-1980 t/m 14-03-1980 | Hitnotering: 13-12-1980 t/m 14-03-1980 | Hitnotering: 13-12-1980 t/m 14-03-1980 | Hitnotering: 13-12-1980 t/m 14-03-1980 | Hitnotering: 13-12-1980 t/m 14-03-1980 | Hitnotering: 13-12-1980 t/m 14-03-1980 | Hitnotering: 13-12-1980 t/m 14-03-1980 | Hitnotering: 13-12-1980 t/m 14-03-1980 | Hitnotering: 13-12-1980 t/m 14-03-1980 | Hitnotering: 13-12-1980 t/m 14-03-1980 | Hitnotering: 13-12-1980 t/m 14-03-1980 |
| Week                                   | 1                                      | 2                                      | 3                                      | 4                                      | 5                                      | 6                                      | 7                                      | 8                                      | 9                                      | 10                                     | 11                                     | 12                                     | 13                                     |                                        |
| -------------------------------------- | -------------------------------------- | -------------------------------------- | -------------------------------------- | -------------------------------------- | -------------------------------------- | -------------------------------------- | -------------------------------------- | -------------------------------------- | -------------------------------------- | -------------------------------------- | -------------------------------------- | -------------------------------------- | -------------------------------------- | -------------------------------------- |
| Positie                                | 10                                     | 3                                      | 3                                      | 1                                      | 1                                      | 1                                      | 1                                      | 1                                      | 7                                      | 16                                     | 21                                     | 26                                     | 45                                     | uit                                    |

#### NPO Radio 2 Top 2000
| Nummer met noteringen in de NPO Radio 2 Top 2000 | '15  | '16  | '17  | '18 | '19 | '20 | '21 | '22 | '23 | '24 |
| ------------------------------------------------ | ---- | ---- | ---- | --- | --- | --- | --- | --- | --- | --- |
| Lola (live)                                      | 1349 | 1021 | 1297 | 545 | 489 | 551 | 559 | 641 | 648 | 819 |

1. ↑  Een vetgedrukt getal geeft de hoogste notering aan.
2. ↑  2015 was het eerste jaar met een notering voor dit nummer.